# Jo mateix (Rousseau)
Jo mateix (en francès: Moi-même) és un oli realitzat en 1890 pel pintor francès Henri Rousseau, conegut com «El duaner Rousseau». Les seves dimensions són de 146 × 113 cm. S'exposa en la Galeria Nacional de Praga.
Aquest quadre es troba entre els que Rousseau va afirmar haver inventat un nou gènere, el retrat-paisatge, que consistia a pintar un paisatge sobre el qual s'afegia el retrat de la persona. En aquest cas va triar un dels seus llocs favorits a París, afegint després l'autoretrat en primer pla.

## Descripció i interpretació
El quadre és un autoretrat de cos sencer amb un paisatge urbà de París com a fons d'estil naíf. Es pot veure a un Rousseau seriós molt bé vestit, amb la barba molt cuidada i envoltat de símbols de modernitat, un pont de metall (modern per a l'època), un globus, un vaixell sobre el riu Sena amb les banderes naúticas de senyals i la recentment inaugurada Torre Eiffel.
Porta una paleta i un pinzell. En la primera es poden llegir els noms «Clemence» (nom de la seva primera esposa, Clemence Boitard) i «Josefina» (nom de la seva segona esposa, Josefina Noury), els que semblen haver estat escrits sobre una altra inscripció que ha quedat esborrada.
En la solapa esquerra porta la insígnia dels Palmes académiques, premi atorgat per un ministeri francès.